# Münchendorf
Die Gemeinde Münchendorf mit 3242 Einwohnern (Stand 1. Jänner 2025) liegt im Wiener Becken im Bezirk Mödling in Niederösterreich.

## Geografie
Münchendorf liegt wenige Kilometer südlich von Wien im Industrieviertel in Niederösterreich. Die Gemeinde wird von der Triesting durchflossen.

### Gemeindegliederung
Die Gemeinde besteht nur aus einer einzigen Katastralgemeinde und Ortschaft.

### Nachbargemeinden
und Orte
| Laxenburg (Gem.)                                                | Achau (Gem.)                                | Himberg (Gem., Bezirk Bruck an der Leitha)        |
| Guntramsdorf (Gem.) Möllersdorf (Gem. Traiskirchen, Bez. Baden) | Kompassrose, die auf Nachbargemeinden zeigt | Velm (Gem. Himberg, Bezirk Bruck an der Leitha)   |
| Traiskirchen (Gem., Bez. Baden) Trumau (Gem., Bez. Baden)       | (Ebreichsdorf ∗, (Gem., Bez. Baden)         | (Moosbrunn ∗∗, (Gem., Bezirk Bruck an der Leitha) |

∗ Gemeindegebiet Ebreichsdorf grenzt nicht an, weil sich Trumau dazwischen schiebt.
∗∗ Gemeindegebiet Moosbrunn grenzt nicht an, weil sich Velm dazwischen schiebt.

## Geschichte

### Ereignisse
Das Gebiet von Münchendorf war schon in der Jungsteinzeit (etwa 5000–2000 v. Chr.) besiedelt. Es folgte die Besiedelung durch die Kelten, danach durch die Römer. Unter Letzteren gehörte das Gebiet zur Provinz pannonia superior. Auf der heutigen Trasse der Eisenstädter Bundesstraße (Ödenburger Straße) B 16 gab es vermutlich eine Straße nach Ödenburg.
Aus der Zeit Karl dem Großen um 800 dürfte der Name des Ortes herrühren. Ein Pater Dominicus bekam den Besitz zugesprochen. Die Kurzform von Dominicus ist Minigo. Im Dialekt spricht man auch heute von Mingadoaf.
Aber erst 1147 wird Minichdorf das erste Mal anlässlich seiner Schenkung durch die Babenberger an das Stift Heiligenkreuz urkundlich erwähnt.
Es folgten die unruhigen Zeiten der ersten und zweiten Türkenbelagerung. (Siehe auch Geschichte der Pfarrkirche).
In der ersten Hälfte des 19. Jahrhunderts entstanden hier wie auch in den Nachbargemeinden Textilmanufakturen. Der Weinbau wurde jetzt erst aufgenommen, wobei aber durch das Einschleppen der Reblaus aus Amerika viele Gärten wieder zerstört wurden.
In den Kriegswirren des Ersten Weltkrieges musste die Baumwollspinnerei, die inzwischen zum Industriebetrieb geworden war, schließen.
1938 verlor die Gemeinde wie alle Randgemeinden Wiens die Selbstständigkeit und ging im 24. Bezirk von Groß-Wien auf, wo sie bis 1954 blieb.
Am Abend des 9. Mai 2022 entgleiste zwischen den Bahnhöfen Achau und Münchendorf der Regionalexpress REX 7657 (Deutschkreutz–Bratislava-Petržalka), als er eine für 60 km/h zugelassene Weiche mit 143 km/h befuhr. Die beiden ersten Wagen Zugs stürzten um. Ein Mensch starb, drei wurden schwer und acht leicht verletzt.

Münchendorf und Umgebung um 1873 (Aufnahmeblatt der Landesaufnahme)

### Bevölkerungsentwicklung
| Münchendorf: Einwohnerzahlen von 1869 bis 2025      | Münchendorf: Einwohnerzahlen von 1869 bis 2025 | Münchendorf: Einwohnerzahlen von 1869 bis 2025 | Münchendorf: Einwohnerzahlen von 1869 bis 2025 | Münchendorf: Einwohnerzahlen von 1869 bis 2025 |
| --------------------------------------------------- | ---------------------------------------------- | ---------------------------------------------- | ---------------------------------------------- | ---------------------------------------------- |
| Jahr                                                |                                                |                                                |                                                | Einwohner                                      |
| 1869                                                | 1869                                           |                                                | 1.040                                          | 1.040                                          |
| 1880                                                | 1880                                           |                                                | 1.141                                          | 1.141                                          |
| 1890                                                | 1890                                           |                                                | 1.051                                          | 1.051                                          |
| 1900                                                | 1900                                           |                                                | 1.122                                          | 1.122                                          |
| 1910                                                | 1910                                           |                                                | 1.297                                          | 1.297                                          |
| 1923                                                | 1923                                           |                                                | 1.147                                          | 1.147                                          |
| 1934                                                | 1934                                           |                                                | 1.215                                          | 1.215                                          |
| 1939                                                | 1939                                           |                                                | 1.289                                          | 1.289                                          |
| 1951                                                | 1951                                           |                                                | 991                                            | 991                                            |
| 1961                                                | 1961                                           |                                                | 872                                            | 872                                            |
| 1971                                                | 1971                                           |                                                | 1.055                                          | 1.055                                          |
| 1981                                                | 1981                                           |                                                | 1.152                                          | 1.152                                          |
| 1991                                                | 1991                                           |                                                | 1.690                                          | 1.690                                          |
| 2001                                                | 2001                                           |                                                | 2.229                                          | 2.229                                          |
| 2011                                                | 2011                                           |                                                | 2.613                                          | 2.613                                          |
| 2021                                                | 2021                                           |                                                | 3.098                                          | 3.098                                          |
| 2025                                                | 2025                                           |                                                | 3.242                                          | 3.242                                          |
| Quelle(n): Statistik Austria, Gebietsstand 1.1.2021 |                                                |                                                |                                                |                                                |

## Kultur Sehenswürdigkeiten
- Pfarrkirche Hl. Leonhard: 1773/74 nach Plänen von Franz Anton Pilgram erbauter barock-klassizistischer Saalbau mit Fassadenturm

## Wirtschaft und Infrastruktur
Früher lebten die Bewohner von der Landwirtschaft, der Lage entsprechend hauptsächlich vom Ackerbau. Aber auch Weinbau wird hier betrieben. Heute muss die Mehrheit der Beschäftigten zur Arbeit auspendeln.
Im Ort sind nur wenige größere Unternehmen ansässig. Verkehrstechnisch ist Münchendorf durch die Südost Autobahn, die erst 1996 fertiggestellt worden ist, einerseits gut erreichbar, andererseits vom Durchzugsverkehr, der sich früher auf der Ödenburger Straße B16 abspielte, befreit. Die Pendler aus der näheren Umgebung wie Ebreichsdorf oder der weiteren aus dem Burgenland mussten alle durch den Ort fahren, um zu ihren Arbeitsplätzen nach Wien zu kommen.
Münchendorf ist auch am Schienenweg durch die Bahnstrecke Wien – Ebenfurth – Wiener Neustadt (Pottendorfer Linie) gut erreichbar.
Durch die Erhöhung der Lebensqualität ziehen wieder vermehrt Wiener und junge Familien in die Gemeinde, die hier wohnen und im wirtschaftlich dynamischen Raum Wien arbeiten. In Münchendorf regnet es nur sehr wenig (unter 600 mm im Jahr), was viele Sommergäste zu den Badeteichen (Münchendorfer Seenland) zieht, um die sich mehrere Wochenendhaussiedlungen entwickelt haben. Es sind dies die Siedlungen Babenbergerseen, Birkensee, Dürrsee, Großer Gemeindesee, Kleiner Gemeindesee, und Seedörfl im Gemeindegebiet und direkt anschließend weitere Siedlungen westlich von Velm im Gemeindegebiet von Himberg.

### Öffentliche Einrichtungen
In Münchendorf befindet sich eine Ganztagesvolksschule und drei Kindergärten.

## Politik

### Gemeinderat
Der Gemeinderat besteht seit 2005 aus 21 Mandataren, zuvor waren es 19 Mandatare. Aufgrund der steigenden Einwohnerzahl erhöht sich die Mandatar-Anzahl 2025 auf 23.
| Partei                   | 2025  | 2025    | 2020  | 2020    | 2015  | 2015    | 2010  | 2010    | 2005  | 2005    | 2000  | 2000    | 1995  | 1995    | 1990  | 1990    |
| Partei                   | %     | Mandate | %     | Mandate | %     | Mandate | %     | Mandate | %     | Mandate | %     | Mandate | %     | Mandate | %     | Mandate |
| ------------------------ | ----- | ------- | ----- | ------- | ----- | ------- | ----- | ------- | ----- | ------- | ----- | ------- | ----- | ------- | ----- | ------- |
| Team Doris 2)            | 46,92 | 11      | 29,65 | 6       | 23,72 | 5       | 29,14 | 6       | 30,37 | 6       | 35,50 | 7       | 30,71 | 6       | 35,84 | 7       |
| SPÖ Münchendorf 1)       | 26,43 | 6       | 49,35 | 11      | 45,45 | 10      | 61,59 | 13      | 64,72 | 14      | 55,86 | 11      | 52,10 | 11      | 57,30 | 11      |
| Pro Münchendorf          | 14,27 | 3       | 17,25 | 4       | 21,58 | 5       |       |         |       |         |       |         |       |         |       |         |
| FPÖ                      | 12,38 | 3       | 3,75  | 0       | 6,87  | 1       | 9,26  | 2       | 4,91  | 1       | 8,64  | 1       | 12,84 | 2       | 6,86  | 1       |
| NEOS das neue Österreich |       |         |       |         | 2,39  | 0       |       |         |       |         |       |         |       |         |       |         |
| LIF Das Liberale Forum   |       |         |       |         |       |         |       |         |       |         |       |         | 4,35  | 0       |       |         |

1) Die Partei trat 2005 und 2010 unter dem Namen „SPÖ“ an.
2) Die Partei trat 2010 unter dem Namen „ÖVP“ sowie 2015 und 2020 unter dem Namen „ÖVP Münchendorf“ an.

### Bürgermeister
Bürgermeister von Münchendorf war von 2000 bis 2023 Josef Ehrenberger.
Vom Jänner 2024 bis 5. März 2025 war Sebastian Remmert Bürgermeister, zuvor ab 2022 Vizebürgermeister. Bei der Gemeinderatswahl 2025 verlor die SPÖ Münchendorf unter ihm nach 70 Jahren erstmals in der Nachkriegszeit den ersten Platz an die ÖVP-nahe Liste. Am 5. März 2025 wurde Doris Kirstorfer, die Spitzenkandidatin der Liste Team Doris, mit 22 von 23 Stimmen zur ersten Bürgermeisterin des Ortes gewählt. Mit gleichem Votum wurde Roland Wallner neuer Vizebürgermeister.

## Persönlichkeiten

### Töchter und Söhne des Orts
- Richard Entner (1894–1977), Bankbeamter, Politiker und Abgeordneter zum Nationalrat
- Mario Traxl (* 1964), Radrennfahrer

### Personen mit Bezug zum Ort
- Malachias Koll (1783–1844), Ordenspriester und Historiker, war hier Pfarrverweser und verstarb im Ort
- Johann Wurth (1828–1870), Lehrer, Dichter, Volkskundlicher Sammler
- Josef Löschnig (1872–1949), Landesobstbauinspektor, Hofrat, pomologischer Sortenkenner
- Manfred Wakolbinger (* 1952), bildender Künstler
- Felix Latzke (* 1942), Fußballspieler und -trainer
- Eva Glawischnig (* 1969), Juristin, Politikerin